# Enicospilus sambucus
Enicospilus sambucus är en stekelart som beskrevs av Ian D. Gauld och Mitchell 1981. Enicospilus sambucus ingår i släktet Enicospilus och familjen brokparasitsteklar. Inga underarter finns listade i Catalogue of Life.